# Slobodan Mišković
Slobodan Mišković (serbisch-kyrillisch Слободан Мишковић; * 12. Dezember 1944 in Kriva Ploča; † 4. Juli 1997) war ein jugoslawischer Handballspieler und Handballtrainer.

## Karriere
Der 1,85 m große Mišković spielte ab 1962 für den RK Crvenka in der serbischen Republikliga. 1965 stieg er mit dem Klub in die jugoslawische Bundesliga auf. Zwei Jahre darauf gewann die Mannschaft den jugoslawischen Pokal, 1969 folgte der Gewinn der Meisterschaft. 1975 verließ er den Verein und wurde Spielertrainer beim bosnischen Klub RK Sloga Doboj.
Ab 1977 arbeitete er beim slowenischen Verein RK Celje als Cheftrainer, bevor er 1983 zu Crvenka zurückkehrte. Parallel betreute er die jugoslawische Juniorennationalmannschaft, mit der er 1985 die Bronzemedaille bei der U-21-Weltmeisterschaft gewann. Ab 1985 trainierte er den serbischen Verein RK Proleter Zrenjanin, den er 1990 nach der gewonnenen Meisterschaft verließ.
Mit der jugoslawischen Nationalmannschaft gewann Mišković bei der Weltmeisterschaft 1970 und bei der Weltmeisterschaft 1974 die Bronzemedaille. Bei den Olympischen Spielen 1972 in München traf er viermal in sechs Partien und wurde Olympiasieger. Er bestritt 89 Länderspiele, in denen er 60 Tore erzielte.
Mišković starb am 4. Juli 1997. Zu seinen Ehren findet ein Gedenkturnier in Crvenka statt. Die örtliche Sporthalle trägt seinen Namen (Sportska Hala „Slobodan Čile Mišković“).